# وليام برايس (طبيب)
كان ويليام برايس (4 مارس 1800-23 يناير 1893) طبيبًا ويلزيًا وناشطًا اجتماعيًا سياسيًا معروفًا بدعمه للقومية الويلزية، والميثاقية، وانخراطه في الحركة الدينية للدرويديين الجدد. اعتُبِر برايس من أهم الشخصيات في ويلز في القرن التاسع عشر، وواحدًا من أكثر الشخصيات غرابة في بريطانيا الفيكتورية.
وُلِد برايس لأسرة من الطبقة الدنيا في غلامورغنشاير في ويلز، وتلقى تدريبه كطبيب في لندن قبل عودته إلى ويلز، وأصبح مهتمًا بأفكار الميثاقيين المتعلقة بالحقوق الديمقراطية المتساوية لجميع الرجال. هرب برايس من الملاحقة الحكومية، بعد انتفاضتهم الفاشلة في عام 1839، إلى فرنسا، حيث أصبح مقتنعًا بأن نبوءة قديمة تنبأت بأنه سيُخرِج ويلز من الحكم الإنكليزي وتحويلها إلى دولة ذات سيادة.
عاد برايس إلى ويلز، وحاول إحياء ما كان يعتقد أنه ديانة الدرويديين القدامى، المتخصصين في طقوس العصر الحديدي القلتي في أوروبا الغربية، فأصبح بذلك أحد أبرز مؤيدي حركة الدرويديين الجدد، وهو الشيء الذي كان يتطور منذ أنشطة إيولو مورغانوغ (وهو متخصص الأثريات إدوارد ويليامز) في أواخر القرن الثامن عشر. قُبِض على برايس بعد حرق جثمان ابنه في عام 1884، وحاكمه أولئك الذين اعتقدوا أن حرق الجثة كان غير قانوني في المملكة المتحدة؛ ولكنه جادل بنجاح بعدم وجود تشريع يحظره على وجه التحديد، مما مهد الطريق لقانون حرق الجثث لعام 1902. حُرِقت جثته عند وفاته خلال حفل تأبين حضره 20 ألف متفرج.
عُرِف برايس بالالتزام بمبادئ مثل الحقوق الديمقراطية المتساوية لجميع الرجال، ومكافحة اللقاحات، ومكافحة التشريح، والنباتية، وحرق الجثث، وإلغاء الزواج، والتي كان بعضها مثيرًا للجدل إلى حد كبير في ذلك الوقت، وعُرف على نطاق واسع باسم «غريب الأطوار» و«الراديكالي». افتتح هؤلاء الناس معرضًا دائمًا وتمثالًا مخصصًا له في بلدة لانتريسانت حيث عاش معظم حياته اللاحقة.

## سيرة شخصية

### القومية الويلزية والميثاقية: 1821-1839
عاد برايس إلى ويلز بعد أن أصبح طبيبًا متدربًا حيث مارس الطب في كرايغير هيلفا في غلينتاف، وبقي هناك لمدة سبع سنوات. استأجر مزرعة بورثي غلوفي في قرية أوبر بوت، وملأ المزرعة بالماعز والماشية، ولكنه أُجلي قسرًا. انتقل بعد ذلك إلى وادي تاف الحديث التصنيع بالقرب من بونتيبريد. انتخبه فريق العمل هناك في عام 1823 لمنصب كبير الجراحين في شركة براون لينوكس تشينووركس في بونتيبريد؛ ومكث في هذه الوظيفة حتى عام 1871. عُيِّن في يونيو عام 1823 أيضًا مستشارًا طبيًا لعائلة كراوشي الثرية التي كانت تمتلك مصانع الحديد في بلدتي ميرثر وتريفورست. قضى برايس بعض الوقت في تريفورست، «البلدة الثورية»، ووقع تحت التأثير المتزايد للأفكار السياسية اليسارية. وجد بعض الأصدقاء الذين تشابه معهم في التفكير في عائلة ثرية أخرى، نظرًا لكونه قوميًا ويلزيًا فخورًا، وألقى خطابًا عن تاريخ ويلز وآدابها في حفل إستيدفور الملكي في عام 1834، والتي شعرت السيدة شارلوت غيست فيه بأنها «واحدة من أجمل الخطب وأكثرها بلاغة التي سمعتها في حياتها». دُعي برايس لتولي مهمة التحكيم في مسابقة إستيدفور الشعرية، والتي مُنحت الجائزة فيها إلى تاليسين ويليامز، نجل الكاهن الشهير والقومي الويلز إيولو مورغانوغ.
أصبح برايس مهتمًا بشكل متزايد بالأنشطة الثقافية الويلزية، والتي تضمنت تلك التي تأثرت بالحركة الدرويدية الجديدة. انضم إلى جمعية الحجر الصخري، وهي مجموعة درويدية جديدة اجتمعت في دائرة إي مان شويف الحجرية في بونتيبريد، والتي أصبح أحد أعضائها البارزين بحلول عام 1837. أعطى برايس دروسًا في اللغة الويلزية كل يوم أحد لتشجيع إحياء الثقافة الويلزية، والتي كان يخشى أن تتلاشى مع انتشار اللغة الإنجليزية. دعا أيضًا الجمعية في عام 1838 إلى جمع الأموال لبناء متحف درويدي في المدينة، والذي ستُقدَّم عائداته لإدارة مدرسة مجانية للفقراء. تلقى هذا المشروع دعم فرانسيس كراوشي، أحد أفراد عائلة كراوشي، ولكنه لم يكتسب ما يكفي من الرعاة للسماح له بالمضي قدمًا. أصدر برايس الغاضب بيانًا في إحدى الصحف المحلية قال فيه للناس إنهم يتجاهلون «أسلافكم الخالدة الذين تدينون لهم بوجودكم كشعب متحضر».
قاده ضميره الاجتماعي في هذه الأثناء إلى أن يصبح شخصية مهمة في الحركة الميثاقية المحلية، التي كانت تنتشر آنذاك في جميع أنحاء البلاد، داعمة فكرة أن جميع الرجال يجب أن يكون لهم الحق في التصويت، وذلك بغض النظر عن ثروتهم أو مكانتهم الاجتماعية. حمل العديد من الميثاقيين في المناطق الصناعية بجنوب ويلز السلاح من أجل الاستعداد للثورة ضد الحكومة، وساعدهم برايس في الحصول على مثل هذه الأسلحة. ذكرت تقارير الحكومة حصوله على سبع قطع من المدفعية الميدانية بحلول عام 1839. حدثت ثورة نيوبورت في نفس العام، وذلك عندما انتفض العديد من الميثاقيين وأنصارهم من الطبقة العاملة ضد السلطات، ولكنهم واجهوا قمعًا عسكريًا من قبل الجنود الذين قتلوا عددًا من الثوار. أدرك برايس أن هذا سيحدث، ولم ينضم هو ومؤيدوه إلى التمرد في ذلك اليوم. أدرك أيضًا أن الحكومة ستبدأ حملة ضد المتورطين في الحركة الميثاقية انتقاما من الانتفاضة، فهرب إلى فرنسا متنكرًا بزي امرأة.

### المعتقدات الشخصية
كان لدى برايس العديد من المعتقدات الراسخة التي تتعارض مع الأعراف الاجتماعية الفيكتورية في ذلك الوقت، واختار الترويج لها «بطريقة عرضية أكثر». اعتبره كاتب السيرة الذاتية دين باول «منشقًا ومتمردًا»، ولكنه لم يكن متأكدًا مما إذا كانت غرابة برايس ناتجة عن مرض عقلي أم لا.
آمن برايس بمذهب العري، ورفض ارتداء الجوارب، معتبرًا إياها غير صحية، وغسل العملات المعدنية خوفًا من أن تكون مصدرًا للتلوث المتبادل. عارض اللقاحات، ويرجع ذلك جزئيًا إلى وفاة شقيقه في الطفولة بعد تلقيحه، ورفض علاج المرضى من مدخني التبغ. كان من دعاة النظام النباتي، معتقدًا أن أكل اللحوم «يخرج الوحش في الإنسان»، واستنكر تشريح الأحياء. عارض برايس الزواج، الذي اعتبره استعبادًا للنساء، ودعا بدلًا من ذلك إلى الحب الحر. جادل برايس أيضًا بأن العديد من زملائه الممارسين للطب ليسوا سوى «باعة متجولين للسموم»؛ الذن يكسبون أموالهم من بيع المخدرات ويستغلون المرضى بدلًا من معالجة سبب المرض.
كان برايس مسؤولًا أيضًا عن بناء «البيوت المستديرة» الشهيرة في بونتيبريد. أقنع عامل بناء محلي بأنه يمتلك الأرض، وأن هذه المنازل المستديرة ستكون بوابة لقصره، ولكنه لم يكن يمتلك الأرض ولا قصرًا.
يعتقد برايس أن الدين غالبًا ما يستخدم لاستعباد الناس، ويحتقر «الدعاة المقدسين». أثرت معتقداته الدينية على الحركة الدرويدية الحديثة. أشار إليه ميشيل بأنه «طبيب ساحر بالفطرة».